# H. H. Holmes

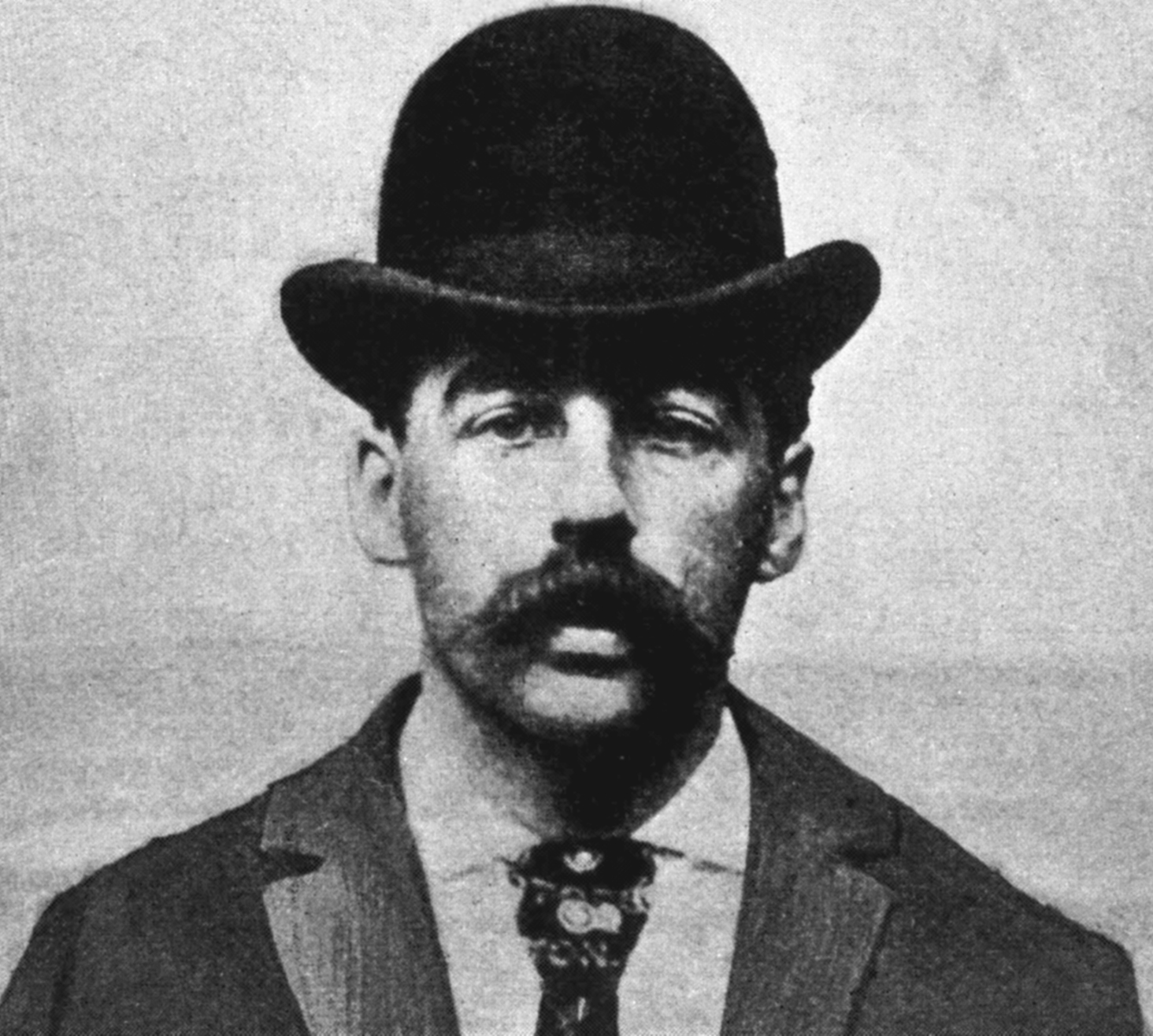
H. H. Holmes (1895)

Henry Howard Holmes (geb. Herman Webster Mudgett; * 16. Mai 1861 in Gilmanton, New Hampshire; † 7. Mai 1896 in Philadelphia, Pennsylvania) war ein US-amerikanischer Serienmörder.
Holmes gilt zuweilen als der erste Serienmörder der Vereinigten Staaten. Das trifft aber nicht zu, da bereits vorher Serienmörder – zum Beispiel Thomas Neill Cream und die Bloody Benders  – in Erscheinung getreten waren.

## Biographie
Holmes wurde 1861 in Gilmanton, New Hampshire, als Sohn von Levi Horton Mudgett und Theodate Page Price geboren. Er studierte an der Universität Michigan Medizin und ließ sich 1886 in Chicago nieder, wo er als Arzt und Apotheker arbeitete. Im selben Jahr änderte er seinen Namen von Herman Webster Mudgett in Henry Howard Holmes.
1878 heiratete Holmes Clara A. Lovering in New Hampshire und 1887 Myrta Z. Belknap in Minneapolis, mit der er eine Tochter namens Lucy hatte. Da er zwar die Scheidungspapiere für die erste Ehe ausgefüllt hatte, die Scheidung aber nie vollzogen wurde, lag damit ein Fall von Bigamie vor.
Ab 1891 beging Holmes eine Reihe von Morden und brachte es durch unterschiedliche Fälle von Betrug zu einem beachtlichen Vermögen.
Am 17. November 1894 wurde Holmes in Boston verhaftet, nachdem unter seinem Haus in Toronto zwei Kinderleichen und im Kamin des Hauses Knochen und Zähne eines weiteren Kindes gefunden worden waren. Er wurde dort bereits wegen eines ausstehenden Haftbefehls aufgrund eines Pferdediebstahls in Texas festgehalten. Auch in seinem Haus in Chicago wurde nach Hinweisen auf ein Verbrechen gesucht, man fand jedoch nichts. Bei den Berichten über angebliche Kalkgruben, befeuerbare Räume, Säurebäder, Rutschen, Foltergerätschaften und Gaskammern handelt es sich um Erfindungen des 20. Jahrhunderts.
Im Oktober 1895 wurde Holmes wegen Mordes an seinem Geschäftspartner Benjamin Pitezel vor Gericht gestellt und für schuldig befunden und zum Tode verurteilt. Nach seiner Verurteilung und einigen Unschuldsbekundungen gestand er 27 Morde und gab außerdem an, von Satan besessen zu sein. Nach einiger Zeit stellte sich heraus, dass zahlreiche der angeblich von ihm ermordeten Personen noch am Leben waren.
Am 7. Mai 1896 wurde Holmes im Philadelphia County Prison wegen Mordes an Pitezel gehängt. Bis zu seiner Hinrichtung soll Holmes ruhig und liebenswürdig gewesen sein und keine Anzeichen von Angst oder Reue gezeigt haben. Holmes’ Tod erfolgte nicht durch einen Genickbruch, sondern durch Ersticken.
Nach seiner Hinrichtung wurde Holmes’ Leiche in einem nicht gekennzeichneten Grab auf dem Holy Cross Cemetery, einem katholischen Friedhof im westlichen Vorort von Philadelphia, beigesetzt.

## Opfer
Zu seinen bekannten Opfern gehörten:
- 1891 Julia und ihre Tochter Pearl Connor
- 1892 Emeline Cigrand
- 1892 Robert E. Phelps, Emelines Verlobter[11]
- 1892 Emily Van Tassel[12]
- 1893 Rosemary Ross[13][14]
- 1893 die beiden Schwestern Minnie und Nannie Williams
- 1895 Benjamin, Alice und Nellie Pitezel[15]

## Verarbeitung in der Populärkultur
Robert Bloch veröffentlichte 1974 den Roman American Gothic (deutsch: Das Haus der Toten), in dem er die Verbrechen von Holmes – hier G. Gordon Gregg genannt – verarbeitete. 1977 erschien zusätzlich ein von Bloch verfasster Essay über seine Recherche, Dr. Holmes' Murder Castle (deutsch Das Geheimnis des H. H. Holmes).
Der französische Krimiautor Didier Daeninckx nimmt in seinem Roman Die Statisten (2005, original frz.: Les Figurants, 1995) Bezug auf H.H. Holmes, insbesondere seine Verbrechen im Hotel the castle.
2010 wurde bekannt, dass das von Erik Larson verfasste Buch The Devil in the White City (deutsch Der Teufel von Chicago) mit Leonardo DiCaprio in der Rolle des H. H. Holmes verfilmt werden soll. Nach verschiedenen Verzögerungen wurde dann 2022 bekannt, dass The Devil in the White City von dem Streamingdienst Hulu als Serie mit Keanu Reeves bestellt wurde.
In der Serie Supernatural (S02E06: No Exit, 2. November 2006; Mörderburg, 20. Oktober 2008) sperren Sam und Dean den Geist von Holmes in einem Salzring ein, der dann in Beton eingegossen wird. Der Geist von Holmes treibt sein Unwesen in den Wänden eines Hauses, welches an seiner Hinrichtungsstätte neben dem damaligen Gefängnis steht, sowie in der darunter liegenden vergessenen Kanalisation.
Die Band Subway to Sally griff die Mordserie 2014 im auf dem Album MitGift erschienenen Lied Haus aus Schmerz auf.
Im Videospiel Watch Dogs wird an einem sogenannten Hotspot, der vom Spieler besucht werden kann, auf Holmes und dessen Hotel verwiesen.
In der fünften Staffel von American Horror Story, Hotel, wird in einigen Episoden auf H.H. Holmes angespielt.
In der Serie Timeless (S01E11: The World’s Columbian Exposition, 16. Januar 2017) werden Wyatt und Rufus im angesprochenen Hotel gefangen.
In seinem Roman Mörderhotel – Der ganz und gar unglaubliche Fall des Herman Webster Mudgett verarbeitet Wolfgang Hohlbein den Fall.
2017 ist das Verbrechen von H. H. Holmes die Basis der Folge Der lügende Detektiv (S04E02) der Fernsehserie Sherlock.
Im Film Havenhurst wird Bezug auf H.H. Holmes genommen.
Michael Stavarič macht im zweiten Teil seines Romans Fremdes Licht das Horrorhaus zum Schauplatz eines Handlungsstrangs.
In der Hörspiel-Serie Oscar Wilde & Mycroft Holmes – Sonderermittler der Krone werden die Taten des H.H. Holmes in der Folge Der Knochenhändler (E24), nach Henner Hildebrandt und Tom Balfour, durch einen Nachahmer der Londoner Unterwelt verarbeitet und thematisiert.
Der Song Castle of Fear von der deutschen Heavy-Metal-Band Neck Cemetery widmet sich Holmes Taten, ebenso das dazugehörige animierte Musikvideo, bei dem der Horror-Regisseur Moritz Hellfritzsch Regie führte.
Am 18. November 2022 erschien für PlayStation, Xbox und PC das Spiel The Devil in Me aus der Reihe The Dark Pictures Anthology von Supermassive Games und thematisiert erneut die Morde von H. H. Holmes.